# Mirko Setaro
Mirko Setaro (Firenze, 1º agosto 1952) è un comico, attore e cabarettista italiano, membro del trio comico de I Trettré.

## Filmografia
- Giggi il bullo, regia di Marino Girolami (1982)
- Joan Lui - Ma un giorno nel paese arrivo io di lunedì, regia di Adriano Celentano (1985)
- Italian Fast Food, regia di Lodovico Gasparini (1986)
- Cucciolo, regia di Neri Parenti (1998)
- Gomorroide, regia de I Ditelo voi (2017)

## Programmi TV
- Drive In (Italia 1, 1983-1988)
- Un fantastico tragico venerdì (Rete 4, 1986-1987)
- Che piacere averti qui (Italia 1, 1987)
- I-taliani (Italia 1, 1988-1989)
- Il TG delle vacanze (Canale 5, 1991)
- Raimondo e le altre (Rai 1, 1992)
- Buona Domenica (Canale 5, 1992-1994)
- Retromarsh!!! (Telemontecarlo, 1996)
- Seven Show (Italia 7, 1997-1998)